# Josef von Stadl

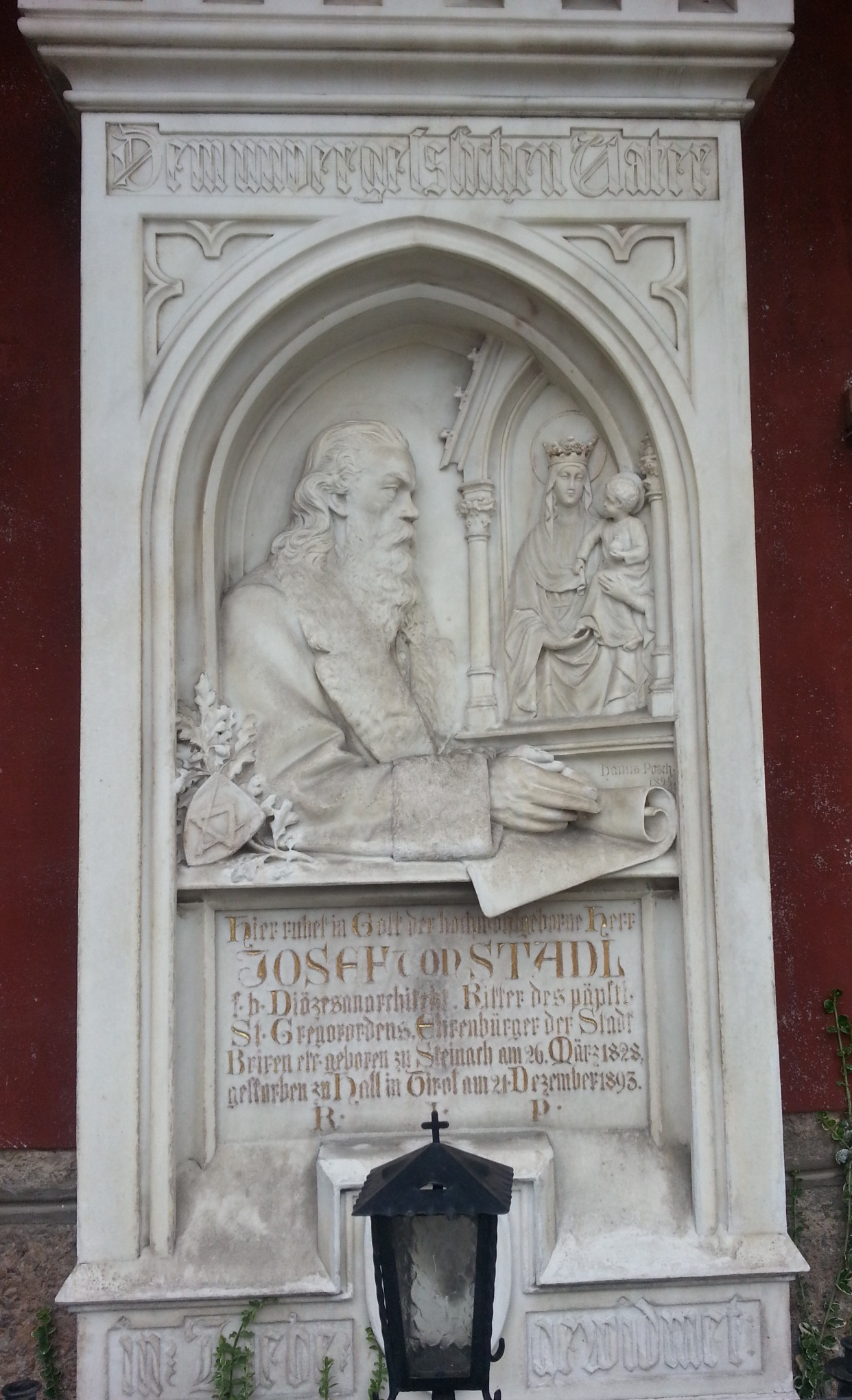
Grabstein von Stadls auf dem Friedhof St. Nikolaus in Innsbruck

Josef von Stadl (auch Josef Vonstadl; * 26. März 1828 in Steinach am Brenner, Tirol; † 21. Dezember
1893 in Hall in Tirol) war ein österreichischer Baumeister und Architekt.

## Leben

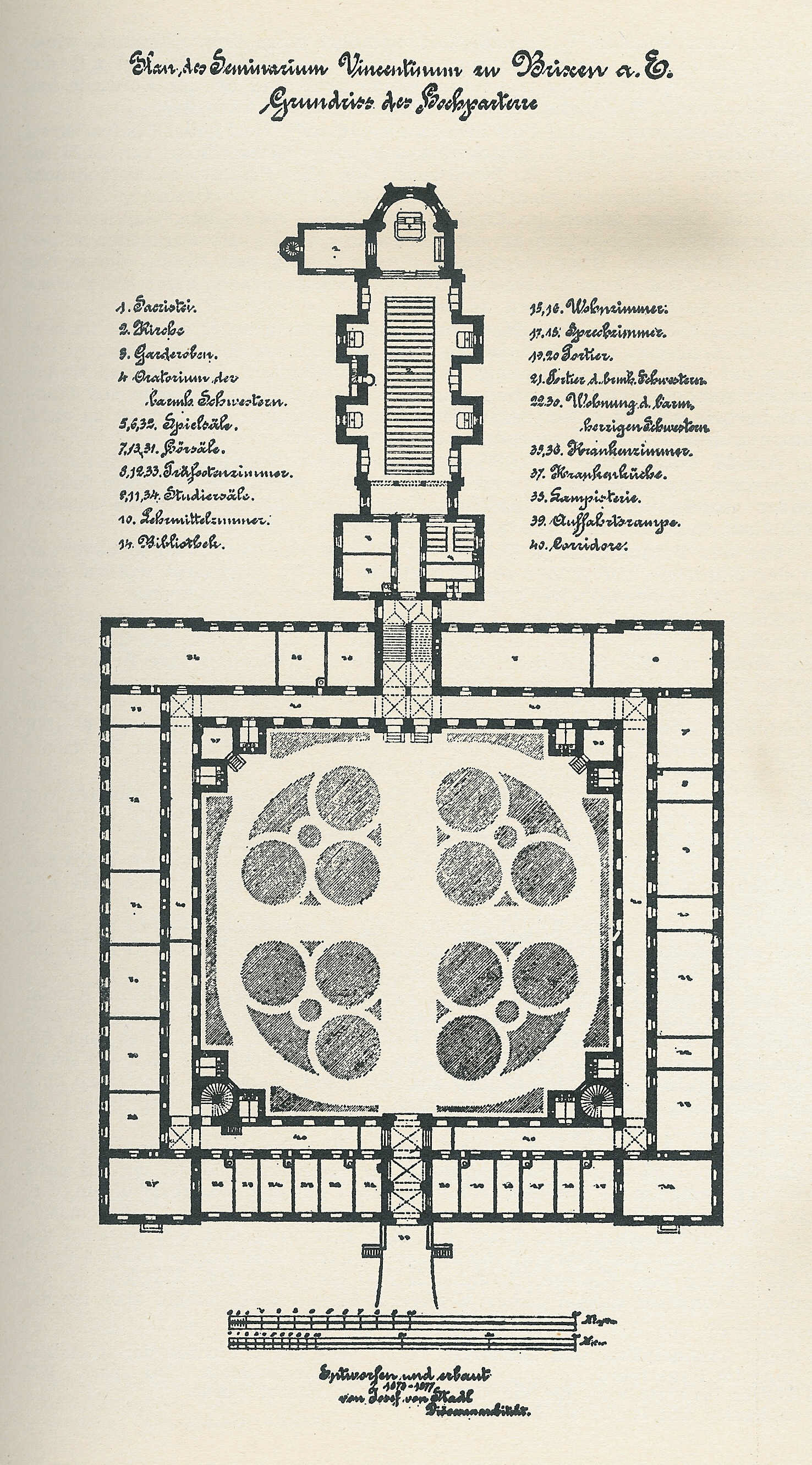
Bauplan des Vinzentinums von Josef von Stadl

Josef von Stadl wurde als eines von neun Kindern des Ignaz von Stadl und der Maria, geb. Steiner, in Steinach geboren. Sein Vater war Gast- und Landwirt sowie mehrmaliger Gemeindevorsteher von Steinach und später Landtagsabgeordneter. Mit neun Jahren erlitt Josef durch die schwere Arbeit auf dem väterlichen Hof eine Periostitis, was zu einem krummen Arm und einer offenen Wunde führte. Er besuchte die Volksschule in Steinach und Matrei am Brenner und ab 1841 die Normal-Musterhauptschule in Innsbruck, wo er sich besonders für die Fächer Zeichnen, Geometrie und Baukunst interessierte. Ab 1843 zeichnete er als Autodidakt Baupläne und beschäftigte sich mit Drechsler- und Schlosserarbeiten.
1848 rückte er bei der Steinacher freiwilligen Scharfschützenkompanie ein, wo er den Bildhauer Michael Stolz kennenlernte. Als 1850 seine Mutter starb, meißelte er ihr ein kleines Grabdenkmal aus Marmor. Über die Vermittlung Stolz’ wurde er 1852 Mitarbeiter des Architekten Vinzenz Statz in Köln. Aus Krankheitsgründen musste er jedoch nach wenigen Monaten in die Heimat zurückkehren. Nach dem großen Dorfbrand 1853 wurde er mit dem Wiederaufbau von Kirche, Widum und Schulhaus in Steinach betraut. Diesem ersten großen Auftrag folgten zahlreiche weitere Aufträge für Kirchenneu- und -umbauten, Friedhofsanlagen sowie öffentliche und private Profanbauten. Seine Entwürfe waren zumeist im neuromanischen, bisweilen auch in einem an der Frühgotik orientierten neugotischen Stil gehalten.
1861 gründete er mit Albert Neuhauser und Georg Mader in Sterzing die Tiroler Glasmalerei und Mosaik Anstalt, für die er nach deren Übersiedlung nach Wilten 1869/70 die Werksgebäude plante. 1881 schied von Stadl aus der Firma aus.
1878 wurde Josef von Stadl vom Brixner Bischof Vinzenz Gasser zum Diözesanarchitekten ernannt und von Leo XIII. mit dem Ritterkreuz des päpstlichen Gregoriusordens ausgezeichnet.
Seit 1865, nach dem Tod seines Vaters, lebte von Stadl in Innsbruck. 1867 heiratete er Maria Pfefferer (1839–1909) aus Bruneck, eine in München ausgebildete Historienmalerin. Das Paar hatte zwei Kinder, der Sohn Peter von Stadl war ebenfalls als Baumeister und Architekt tätig.

## Ehrungen
- Ehrenbürger von Brixen, 1878
- Ritter des Gregoriusordens, 1878

## Werke (Auswahl)

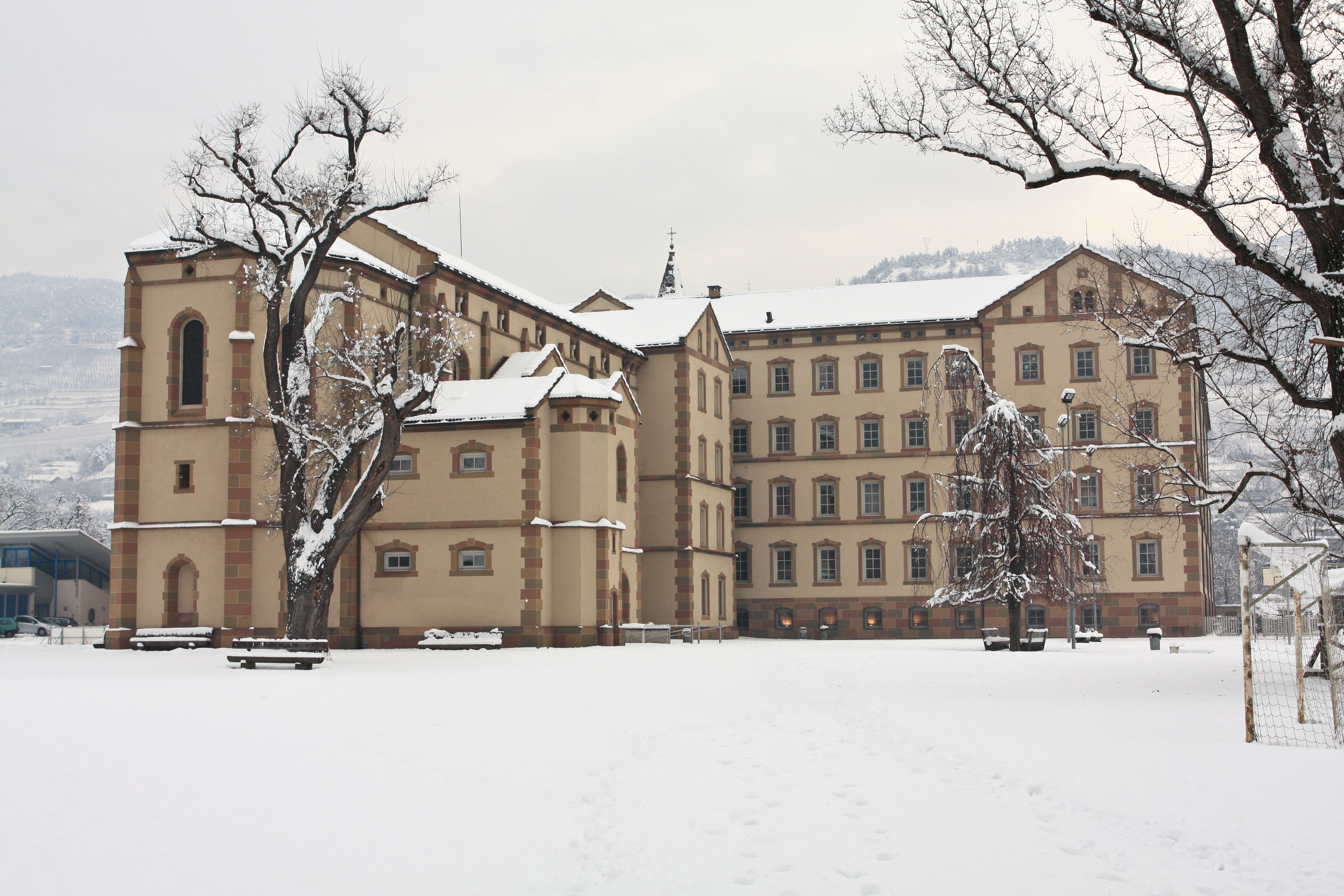
Das Vinzentinum in Brixen

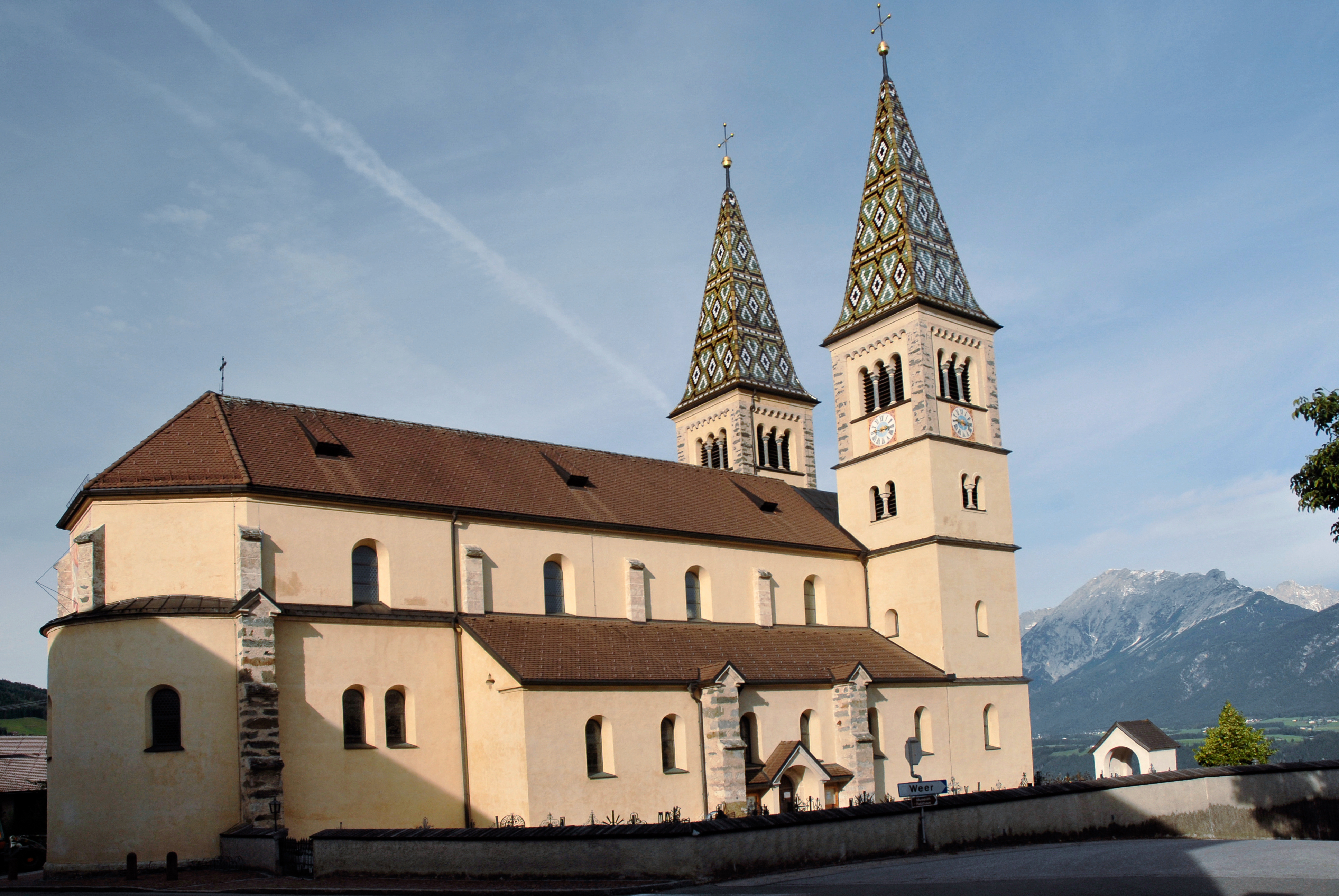
Neue Pfarrkirche Weerberg

- Wiederherstellung der Pfarrkirche Steinach am Brenner (1853–1855)
- Arkaden am Friedhof in Schwaz (1857)[1]
- Widum Steinach (1858)[2]
- Erhöhung des Turms der Pfarrkirche Landeck (1861)[3]
- Pfarrkirche Holzgau (1860–1863)[4]
- Erweiterung und Regotisierung der Pfarrkirche Pfaffenhofen (1860–1863)[5]
- Widum Weerberg (1859–1868)[6]
- Herz-Jesu-Kapelle, Friedhof Landeck (1869)[7]
- Werksgebäude der Tiroler Glasmalerei- und Mosaikanstalt, Wilten (1869/70)[8]
- Neue Pfarrkirche Weerberg (1856–1872)[9]
- Neue Pfarrkirche Aberstückl im Sarntal (1871)
- Mutterhaus und Kirche der Barmherzigen Schwestern in Zams (1871–1873)
- Neue Pfarrkirche St. Genesius, Wengen (1868–1874)
- Pfarrkirche St. Jakob, Barbian (1874/75)[10]
- Vinzentinum in Brixen (1873–1878)
- Wohnhäuser der Siedlung Tiroler Glasmalerei- und Mosaikanstalt, Wilten (1877/78) (zugeschrieben)
- Pfarrkirche Herz Jesu, Teis (1880)[11]
- Glockenturm von St. Nikolaus, Kaltern (1880)[12]
- Herz-Jesu-Kapelle, St. Leonhard in Passeier (1883)[13]
- Landesgebärklinik in Innsbruck (heute Sitz des Tiroler Landesarchivs) (1887/88)
- Wallfahrtskapelle Maria Lourdes, Laas (1895)[14]